# Estação Jacques Cartier
Jacques Cartier é uma estação da linha única do Metro de Rennes .